# Ванче Шиков
Ва́нче Ши́ков (мак. Ванче Шиков; нар. 19 липня 1985 року, Кавадарці, СФР Югославія) — македонський футболіст, захисник «Тоболу» та збірної Македонії.

## Кар'єра

### Клубна
Почав кар'єру в місті Кавадарці, у команді «Тиквеш». 2002 року перейшов у грецький клуб «Шкода Ксанті», в якому відіграв 55 ігор і забив два голи.
2006 року його придбав «Олімпіакос» з Пірея, але Шиков не зіграв за цю команду жодного матчу, виступаючи виключно в оренді у «Керкірі» (13 матчів і два голи 4 лютого і 29 квітня 2007) і «Аполлоні» з Каламарії.
Після цього, провівши три роки в кіпрському «Етнікосі», влітку 2011 року Шиков перейшов в луцьку «Волинь». Був капітаном української команди. Покинув лучан у червні 2014 року на правах вільного агента.
Наприкінці червня 2014 року підписав дворічний контракт з австрійською «Аустрією» з Відня. У команді взяв 4 номер.
20 червня 2016 року Ванче підписав контракт з «Нефтчі» (Баку), контракт було припинено за взаємною згодою 16 грудня 2016 року.
Частину сезону 2017 провів вдома, де виступав за місцевий клуб «Работнічкі», згодом продовжив кар'єру в складі «Тоболу».

### У збірній
У збірній відіграв 56 матчів і забив чотири голи. Перший гол забив Румунії 2 червня 2010 року (перемога 1:0), а другий — Андоррі 8 жовтня 2010 року (перемога 2:0).

## Статистика

### Голи в складі збірної
| # | Дата              | Місто            | Суперник   | Гол | Результат | Змагання                |
| - | ----------------- | ---------------- | ---------- | --- | --------- | ----------------------- |
| 1 | 2 червня 2010     | Філлах           | Румунія    | 1-0 | 1–0       | Товариський             |
| 2 | 8 жовтня 2010     | Андорра-ла-Велья | Андорра    | 2-0 | 0–2       | Кваліфікація до ЧЄ-2012 |
| 3 | 7 жовтня 2011     | Єреван           | Вірменія   | 4-1 | 4–1       | Кваліфікація до ЧЄ-2012 |
| 4 | 12 листопада 2015 | Скоп'є           | Чорногорія | 1–0 | 4–1       | Товариський             |

## Титули і досягнення
- Володар Кубка Македонії (1):

Академія Пандєва: 2018-19